# Cabras
Cabras (sardisk: Cràbas) er en by og en kommune (comune) i provinsen Oristano i regionen Sardinien i Italien. Byen ligger i 6 meters højde og har 9.174 indbyggere (2016). Kommunen har et areal på 102,26 km² og grænser til kommunerne Nurachi, Oristano og Riola Sardo.